# Hoanghonius
Hoanghonius es un género extinto de primates adapiformes, que vivió en el eoceno medio. El género está representado por una especie: Hoanghonius stehlini, encontrada en la Formación Heti, China.